# Wie is Guy?
Wie is Guy? is het debuutalbum van de Brusselse rapper Gorik van Oudheusen beter bekend als Zwangere Guy. Het album kwam uit op 1 maart 2019onder het label Top Notch. Op het album blikt de rapper terug op zijn turbulente jeugd. Verschillende thema's als drank, drugs en mishandeling komen aan bod. Op het album staan samenwerkingen met Blu Samu, Miss Angel en Selah Sue. Hij stelde zijn album voor in twee uitverkochte Ancienne Belgique's te Brussel. Het album werd zeer goed onthaald in de Belgische muziekwereld.

## Tracklist
| Nr.                | Titel                                     | Schrijver(s)                                          | Producent(en)                | Duur |
| ------------------ | ----------------------------------------- | ----------------------------------------------------- | ---------------------------- | ---- |
| 1.                 | "Automatisse Antwoordapparaat"            | Gorik, Kevin Mambele, Astrofisiks                     | Astrofisiks                  |      |
| 2.                 | "Wie is Guy?"                             | Gorik                                                 | Dee Eye                      |      |
| 3.                 | "Demain j'arrête"                         | Gorik, Stéphane Lallemand, Astrofisiks                | Astrofisiks                  |      |
| 4.                 | "Brussels State of Mind"                  | Gorik, Osayuki Asemota                                | Paulo Rietjens, Chucki Beats |      |
| 5.                 | "Probleem"                                | Gorik, Paulo Rietjens, Brian Diaz Alvarez             | Paulo Rietjens, Daiko        | 2:04 |
| 6.                 | "Gorik Pt.1"                              | Gorik                                                 | Astrofisiks, Stab            | 4:10 |
| 7.                 | "Beter Leven"                             | Gorik, Paulo Rietjens                                 | Astorfisiks, Stab            | 3:09 |
| 8.                 | "Mec Man Bro"                             | Gorik, Paulo Rietjens, Pierre Mignon                  | Astrofisiks, Peet            | 3:33 |
| 9.                 | "OG'z"                                    | Gorik, Paulo Rietjens                                 | Astrofisiks, Chucki Beats    | 2:54 |
| 10.                | "BX By Night" (ft. Peet (le77))           | Gorik, Pierre Mignon                                  | Astrofisiks, Peet            | 3:01 |
| 11.                | "Shit Is So Goed"                         | Gorik, Astrofisiks, Billy Palmier                     | Astrofisiks, Billy Palmier   | 5:03 |
| 12.                | "Guy-Funk" (ft. Selah Sue & Darrell Cole) | Gorik, Selah Sue, Astrofisiks & Billy Palmier         | Billy Palmier, Astrofisiks   | 3:41 |
| 13.                | "Kérosène" (ft. Félé Flingue)             | Gorik, Felix Zuyten, Astrofisiks, Brian Diaz Alvarez  | Astrofisiks, Daïko           | 4:08 |
| 14.                | "Energuy"                                 | Gorik                                                 | Kevin Mambele, Astrofisiks   | 4:52 |
| 15.                | "Mershedeïz" (ft. Blu Samu)               | Gorik, Astrofisiks, Blu Samu                          | Clembo Slice, Astrofisiks    |      |
| 16.                | "Foutu" (ft. $keerenboo$, Peet & Nag)     | Gorik, Benjamin Hertoghs, Astrofisiks, YUNG UMBRO     | Astrofisiks, YUNG UMBRU      |      |
| 17.                | "Brede Jongens" (ft. Berry & Jazz)        | Gorik, Thomas Strickx, Astrofisiks, Bart Pierre, Jazz | Astrofisiks, Thumez          |      |
| 18.                | "R.A.F.(Rien à foutre)"                   | Gorik, Osayuki Asemota                                | Chuki                        |      |
| 19.                | "U Ma Is U Pa"                            | Gorik                                                 | Astrofisiks, Rare Akuma      |      |
| Totale duur: --:-- |                                           |                                                       |                              |      |